# (54963) Сотен
(54963) Сотен (фр. Sotin) — астероид главного пояса, открытый 12 августа 2001 года в рамках программы NEAT в Паломарской обсерватории. Назван в честь старшего научного сотрудника лаборатории реактивного движения и директора лаборатории планетарной геологии и геодинамики Нантского университета Кристофа Сотена (фр. Christophe Sotin).